# 요아케촌
요아케촌(夜明村)은 오이타현 히타군에 있던 촌이다. 현재의 히타시의 일부에 해당한다.